# Cyprinion mhalensis
Cyprinion mhalensis är en fiskart som beskrevs av Alkahem och Behnke, 1983. Cyprinion mhalensis ingår i släktet Cyprinion och familjen karpfiskar. Inga underarter finns listade i Catalogue of Life.